# Sarah Crowley
Sarah Crowley (* 4. Februar 1983 in Adelaide) ist eine ehemalige australische Duathletin und Triathletin. Sie ist ITU-Weltmeisterin auf der Triathlon-Langdistanz (2017) und sie wird in der Bestenliste australischer Triathletinnen auf der Ironman-Distanz geführt. 

## Werdegang
Sarah Crowley wurde im Oktober 2014 australische Duathlon-Meisterin.
Bei der ITU-Duathlon-Weltmeisterschaft der Internationalen Triathlon Union (ITU) belegte sie 2015 in Adelaide den achten Rang.

### Siegerin Ironman European Championships 2017
Im Juni 2017 gewann sie den Ironman Cairns und im Juli konnte die damals 34-jährige in Frankfurt am Main ihr zweites Ironman-Rennen gewinnen.

### Weltmeisterin Triathlon-Langdistanz 2017
Im August 2017 holte sie sich den Titel bei der ITU-Weltmeisterschaft auf der Triathlon-Langdistanz.
Im Oktober wurde sie Dritte beim Ironman Hawaii (Ironman World Championships). Nach dem Schwimmen hatte sie noch mit 4:20 min Rückstand auf dem siebten Rang gelegen, sie konnte sich aber auf dem Rad und mit der drittschnellsten Marathonzeit des Tages nach vorne arbeiten.
Im Februar 2018 konnte sie zum bereits fünften Mal in Australien auf der Mitteldistanz den Hell of the West Triathlon für sich entscheiden (2 km Schwimmen, 80 km Radfahren und 20 km Laufen). Im Juli wurde sie Dritte beim Ironman Germany und beim Ironman Hawaii belegte die damals 35-Jährige im Oktober 2018 als zweitbeste Australierin hinter ihrer Landsfrau Mirinda Carfrae (Rang 5) den sechsten Rang.
Im Oktober 2019 wurde sie nach 2017 zum zweiten Mal Dritte beim Ironman Hawaii.
Mit dem Ironman 70.3 Ecuador gewann die 38-Jährige im Juli 2021 ihr fünftes Ironman-Rennen auf der Mitteldistanz. Sarah Crowley startet im August 2021 für das im Collins Cup der Professional Triathletes Organisation zusammengestellte Team International – zusammen mit Teresa Adam, Jeanni Metzler, Paula Findlay, Carrie Lester, Ellie Salthouse, Lionel Sanders, Braden Currie, Sam Appleton, Max Neumann, Kyle Smith und Jackson Laundry. Bei der ITU-Weltmeisterschaft auf der Triathlon-Langdistanz wurde sie im September Sechste.
Im Mai 2022 konnte die 39-Jährige mit dem Ironman Australia in Port Macquarie ihr sechstes Ironman-Rennen gewinnen. Sieben Wochen später gewann sie außerdem den Ironman Cairns und im Dezember auch den Ironman Western Australia.
Am 15. März 2024 gab Crowley ihren Rücktritt als professionelle Triathletin bekannt.

## Sportliche Erfolge
| Datum/Jahr    | Rang | Wettbewerb                 | Austragungsort | Zeit     | Bemerkung                                                            |
| ------------- | ---- | -------------------------- | -------------- | -------- | -------------------------------------------------------------------- |
| 2023          | 3    | Ironman 70.3 Ecuador       | Manta          | 05:04:32 |                                                                      |
| 24. Sep. 2023 | 2    | Ironman 70.3 Cozumel       | Cozumel        |          |                                                                      |
| 11. Juli 2021 | 1    | Ironman 70.3 Ecuador       | Manta          | 04:27:57 |                                                                      |
| 8. Sep. 2019  | 1    | Ironman 70.3 Santa Cruz    | Santa Cruz     | 04:09:04 |                                                                      |
| 9. Sep. 2018  | 1    | Ironman 70.3 Santa Cruz    | Santa Cruz     | 04:11:40 |                                                                      |
| 6. Mai 2018   | DSQ  | Ironman 70.3 Busselton     | Busselton      | –        | Austragung auf verkürztem Kurs; auf der Laufstrecke falsch abgebogen |
| 4. Feb. 2018  | 1    | Hell of the West Triathlon | Queensland     | 03:58:09 |                                                                      |
| 5. Feb. 2017  | 1    | Hell of the West Triathlon | Queensland     | 03:58:03 | [ 8 ]                                                                |
| 19. Feb. 2017 | 3    | Ironman 70.3 Geelong       | Geelong        |          |                                                                      |
| 27. Jan. 2017 | 3    | Ironman 70.3 Dubai         | Dubai          |          | Dritte auf der Mitteldistanz                                         |
| 10. Dez. 2016 | 1    | Ironman 70.3 Bahrain       | Manama         | 04:10:59 | drittes Rennen der „Challenge Triple-Crown-Serie“                    |
| 2014          | 1    | Hell of the West Triathlon | Goondiwindi    |          | 2 km Schwimmen, 80 km Radfahren und 20 km Laufen                     |
| 2013          | 1    | Hell of the West Triathlon | Goondiwindi    |          |                                                                      |
| 19. Aug. 2012 | 2    | Ironman 70.3 Yeppoon       | Yeppoon        | 04:24:21 |                                                                      |
| 3. Juni 2012  | 1    | Ironman 70.3 Cairns        | Cairns         | 04:23:37 |                                                                      |
| 2012          | 1    | Hell of the West Triathlon | Goondiwindi    |          |                                                                      |
| 1. Nov. 2009  | 2    | Noosa Triathlon            | Noosa Shire    |          |                                                                      |
| 2. Nov. 2008  | 3    | Noosa Triathlon            | Noosa Shire    |          |                                                                      |

| Datum/Jahr    | Rang | Wettbewerb                                      | Austragungsort    | Zeit     | Bemerkung                                                                                       |
| ------------- | ---- | ----------------------------------------------- | ----------------- | -------- | ----------------------------------------------------------------------------------------------- |
| 14. Okt. 2023 | 35   | Ironman Hawaii                                  | Hawaii            | 09:35:10 |                                                                                                 |
| 4. Dez. 2022  | 1    | Ironman Western Australia                       | Busselton         | 08:46:10 |                                                                                                 |
| 6. Okt. 2022  | 7    | Ironman Hawaii                                  | Hawaii            | 09:01:58 | [ 9 ]                                                                                           |
| 12. Juni 2022 | 1    | Ironman Cairns                                  | Cairns            | 08:59:41 |                                                                                                 |
| 1. Mai 2022   | 1    | Ironman Australia                               | Port Macquarie    | 09:06:04 |                                                                                                 |
| 12. Sep. 2021 | 6    | ITU Long Distance Triathlon World Championships | Almere            | 08:48:37 | Weltmeisterschaft Triathlon Langdistanz                                                         |
| 5. Sep. 2021  | 5    | Challenge Roth                                  | Roth              | 08:32:26 | verkürzte Raddistanz                                                                            |
| 24. Nov. 2019 | 1    | Ironman Arizona                                 | Tempe             | 08:49:37 |                                                                                                 |
| 12. Okt. 2019 | 3    | Ironman Hawaii                                  | Hawaii            | 08:48:13 |                                                                                                 |
| 7. Juli 2019  | 2    | Challenge Roth                                  | Roth              | 08:38:11 | persönliche Bestzeit auf der Langdistanz                                                        |
| 9. Juni 2019  | 2    | Ironman Cairns                                  | Cairns            | 08:53:38 |                                                                                                 |
| 2. Dez. 2018  | 1    | Ironman Mar del Plata                           | Mar del Plata     | 08:20:17 | Schwimmen auf 1,9 km verkürzt                                                                   |
| 13. Okt. 2018 | 6    | Ironman Hawaii                                  | Hawaii            | 08:52:29 |                                                                                                 |
| 29. Juli 2018 | 1    | Ironman Hamburg                                 | Hamburg           | 08:08:21 | Austragung ohne die Schwimmdistanz als Duathlon                                                 |
| 8. Juli 2018  | 3    | Ironman Germany                                 | Frankfurt am Main | 09:11:31 | Ironman European Championships                                                                  |
| 14. Okt. 2017 | 3    | Ironman Hawaii                                  | Hawaii            | 09:01:38 |                                                                                                 |
| 27. Aug. 2017 | 1    | ITU Long Distance Triathlon World Championships | Penticton         | 05:51:23 | Weltmeisterin auf der Triathlon-Langdistanz (4 km Schwimmen, 120 km Radfahren und 30 km Laufen) |
| 9. Juli 2017  | 1    | Ironman Germany                                 | Frankfurt am Main | 08:47:58 | Ironman European Championships                                                                  |
| 11. Juni 2017 | 1    | Ironman Cairns                                  | Cairns            | 09:08:19 | Ironman Asia Pacific Championships; persönliche Bestzeit auf der Ironman-Distanz                |
| 12. Juni 2016 | 3    | Ironman Cairns                                  | Cairns            | 09:19:56 |                                                                                                 |
| 14. Juni 2015 | 4    | Ironman Cairns                                  | Cairns            | 09:38:43 |                                                                                                 |

| Datum/Jahr    | Rang | Wettbewerb                          | Austragungsort | Zeit     | Bemerkung                      |
| ------------- | ---- | ----------------------------------- | -------------- | -------- | ------------------------------ |
| 17. Okt. 2015 | 8    | ITU Duathlon World Championships    | Adelaide       | 02:05:50 | ITU Duathlon-Weltmeisterschaft |
| 19. Okt. 2014 | 1    | AUS Duathlon National Championships | Adelaide       | 01:02:02 |                                |

(DNF – Did Not Finish)